# 푸크라얀
푸크라얀(Pukhrayan)은 인도 우타르프라데시주의 도시이다. 2001년 기준으로 인구는 19,908명이다.